# 龍蘭窩威武祠
22°52′44″N 120°34′49″E / 22.878840°N 120.580224°E
龍蘭窩威武祠，舊稱竹扶人壇，是位於臺灣高雄市美濃區龍肚里的寺廟，祭祀「竹扶人」，與乾隆三十三年的黃教之亂有關。

## 事件

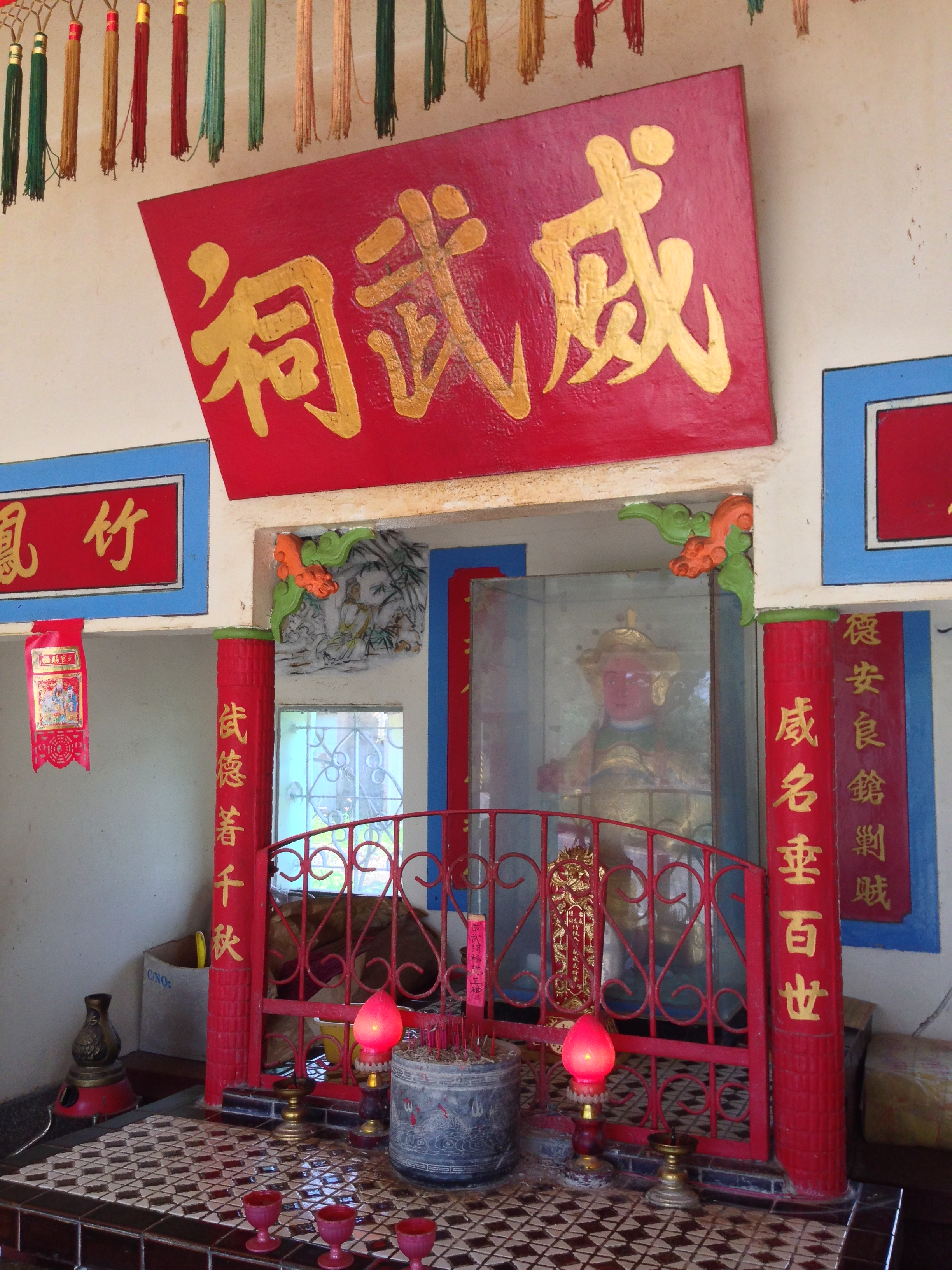
面貌年少、左足垂下的神像，前面神明牌位寫有「竹扶人龍蘭威武將軍」，其背後牆面為「老虎媽」將炮架在竹子上。

地方耆老說，乾隆三十五年（1770年），大穆降（今台南市善化區）發生黃教之亂，黨徒圍攻鳳山縣城。六堆配合官府調集各堆民兵開赴戰場，剛出堆不久，黃教被誅，亂事平息。這段空檔期，六龜新寮庄民眾召募平埔原住民，越過竹子門來到瀰濃龍肚庄牛欄嶺（龍蘭窩），襲擊僅剩下老幼婦孺的龍肚庄客家人。這時一名綽號「老虎女麻」、「老虎媽」的龍肚庄鍾姓婦女把裙子綁在竹桿上作令旗，鼓舞庄人防禦。雙方在牛欄窩混戰時，忽然一根大竹倒下，被龍肚庄民正好當炮架使用，也形成天然的防禦。龍肚庄因此大勝，牛欄嶺也被當地人稱為「殺賊窩」。事平之後，庄人感念竹子的幫忙，在大竹倒塌的地方設壇，稱「竹扶人壇」。今現位於美濃區龍肚里龍蘭窩的路旁。
臺灣戰後時期改稱「威武祠」、「龍蘭窩威武祠」。
此故事被收錄在鍾壬壽的《六堆客家鄉土誌》。龍肚國小還將故事將編成鄉土教材和兒童劇，讓學生認識地方歷史。

## 祭祀

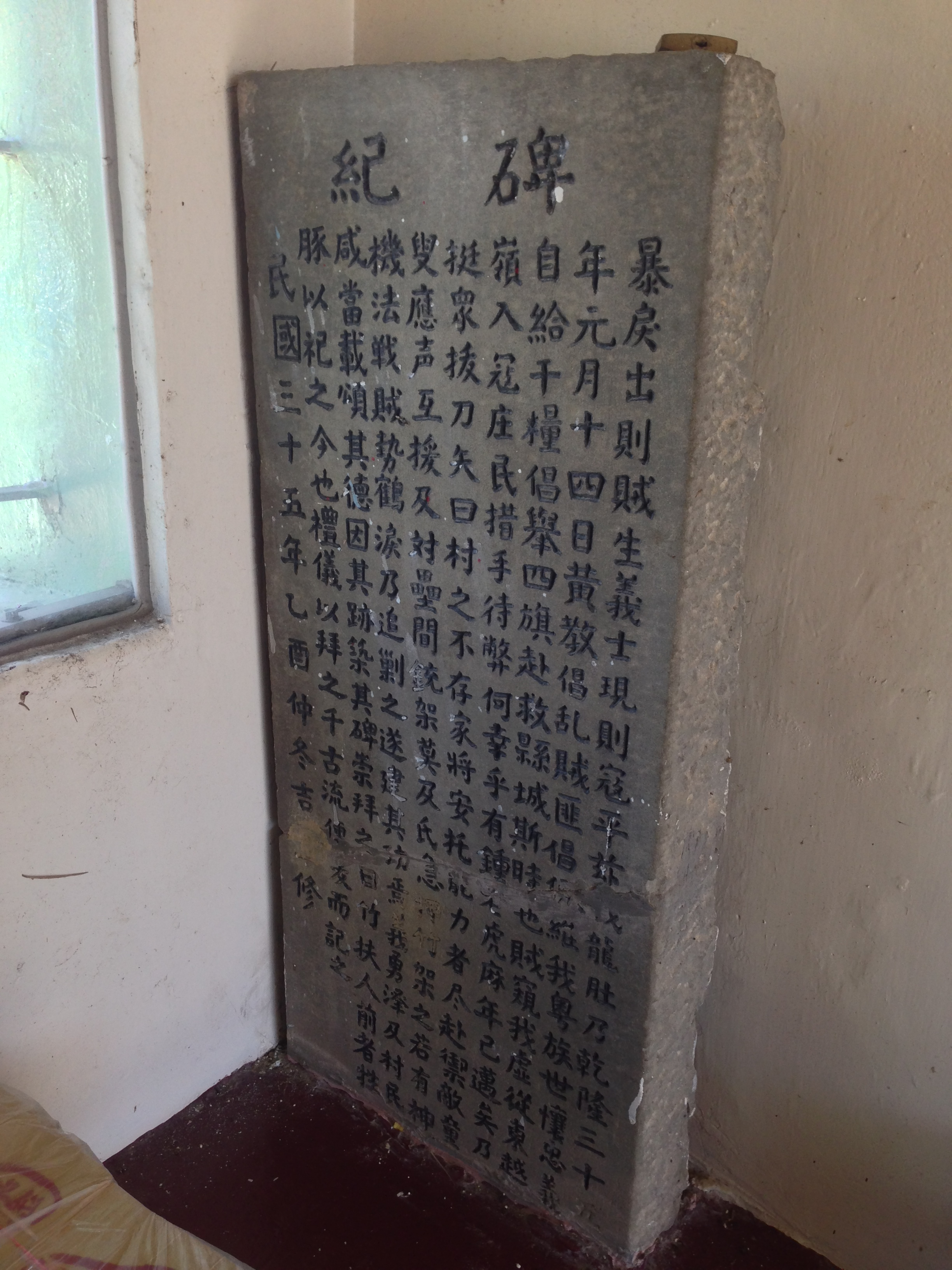
刻於1946年的碑記。

鄉民不知神人的名諱，將助戰之神稱為「竹扶人」，視為伯公。另一說是泉州府南安縣民的鄉土守護神廣澤尊王，其神像造型為面貌年少、左足垂下。民俗學家認為所拜的神明，是將竹子擬人化，乃先民純僕與敬天順命的典型，亦為當地賢烈崇拜與奇物信仰。
相傳當初神明協助退敵為農曆正月十四，因此龍肚庄的客家人以此日祭祀，且傳舊時還要操演銃炮。